# Arabisierung
Als Arabisierung wird die Ausbreitung der Araber bzw. die Assimilation nichtarabischer Völker gegenüber der arabischen Kultur – insbesondere im Maghreb (Nordwestafrika) – bezeichnet, die mit einer Verbreitung ihrer Kultur bzw. Schrift und der Verdrängung der Berber-Kultur einhergeht.
Sie fand teilweise auch im Südteil Spaniens und Portugals statt (Mozaraber), wurde dort jedoch durch die Reconquista zwischen dem 11. und 15. Jahrhundert wieder rückgängig gemacht. Politisch gefördert wurde die Arabisierung durch die parallele oder vorangehende Islamisierung Nordafrikas und anderer Gebiete in Vorderasien.
Auch im Sudan und in Ostafrika war die Arabisierung wirksam, wobei der Handel eine große Rolle spielte. Ferner dominierten Araber seit dem frühen Mittelalter größere Küstenabschnitte des Indischen Ozeans, wozu insbesondere ihre überlegene Technik der Seefahrt und der Navigation beitrug – bis die Führung in Wissenschaft und Politik an Europa weiterging.